# Hlubokomořské záchranné plavidlo

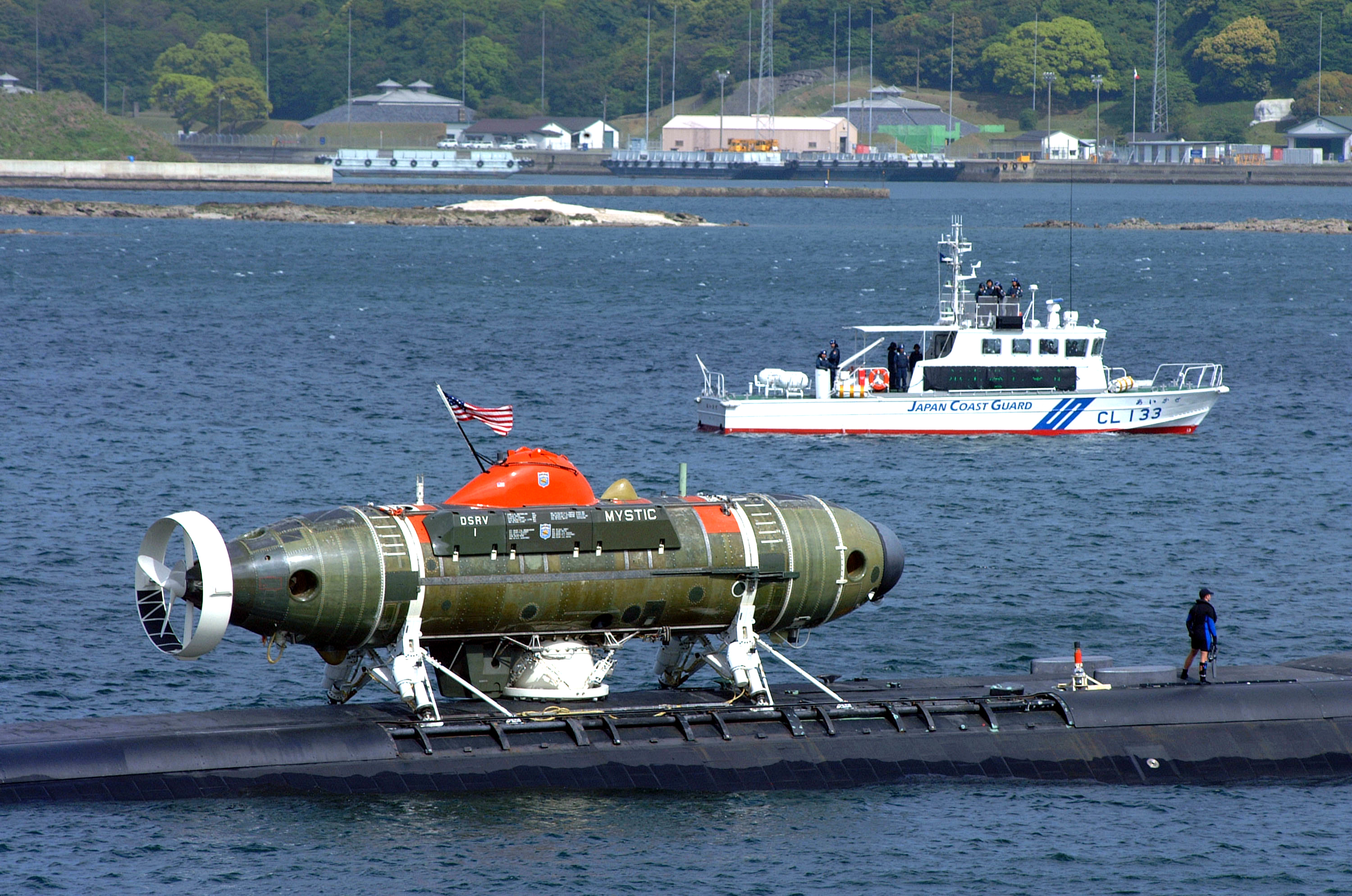
Americký hlubokomořský záchranný prostředek DSRV-1 Mystic

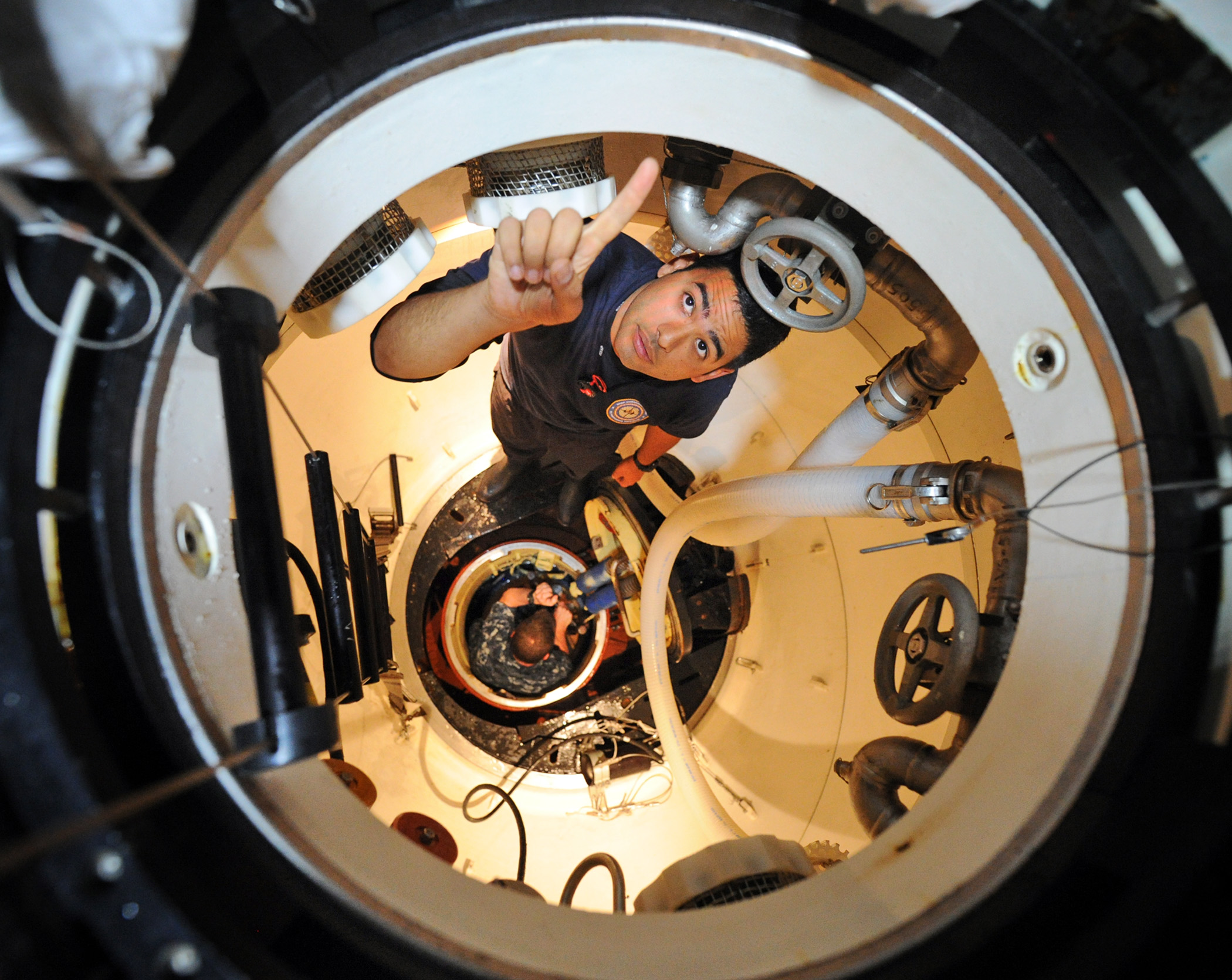
Americký hlubokomořský záchranný prostředek SRDRS při cvičném hloubkovém spojení s ruskou ponorkou B-871 Alrosa. Dole je patrný otevřený únikový poklop ruské ponorky.

Hlubokomořské záchranné plavidlo je specializováno pro záchranu posádek ponorek ztroskotaných ve velkých hloubkách pod 200 metrů (v menších hloubkách posádce k evakuaci stačí potápěčské obleky s přilbou).

## Uživatelé

### Austrálie

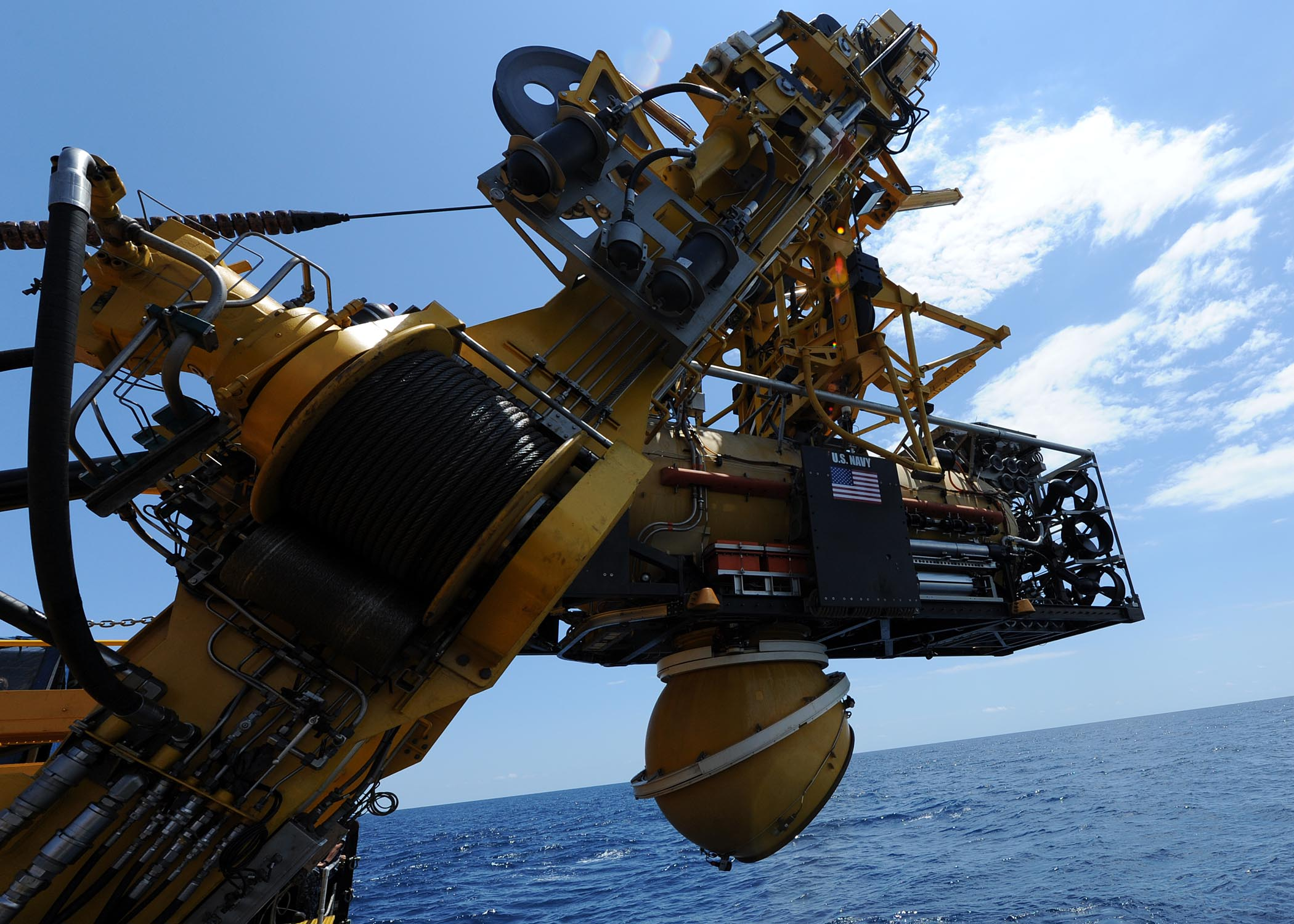
Americký systém SRDR je modifikací australského typu Remora

Australské královské námořnictvo mohlo v případě havárie svých ponorek třídy Oberon využít amerických prostředků DSRV. Souběžně s vývojem nových ponorek třídy Collins byl vyvinut australský dálkově ovládaný prostředek ASRV Remora.

### Čínská lidová republika
Námořnictvo Čínské lidové osvobozenecké armády provozuje tři záchranné lodě projektu 925 a další projektu 926, každou s jednou záchrannou miniponorkou.

### Francie
Francouzské námořnictvo provozuje záchrannou loď Triton s 16tunovou miniponorkou Griffon s hloubkovým dostupem 600 metrů. Od roku 2008 byla nahrazena novým systémem NATO Submarine Rescue System (NSRS).

### Indie
Indické námořnictvo roku 2016 objednalo u britské loděnice James Fisher and Sons dva hlubokomořské záchranné systémy SRS (Submarine Rescue System), obsahující mezi dalšími komponenty i dvě záchranné miniponorky. Roku 2018 byly u indické loděnice Hindustan Shipyard Limited (HSL) objednány ještě dvě 118metrové podpůrné lodě třídy Nistar, které rovněž budou moci nést záchranné plavidlo DSRV. První miniponorka byla do služby přijata 12. prosince 2018.

### Itálie

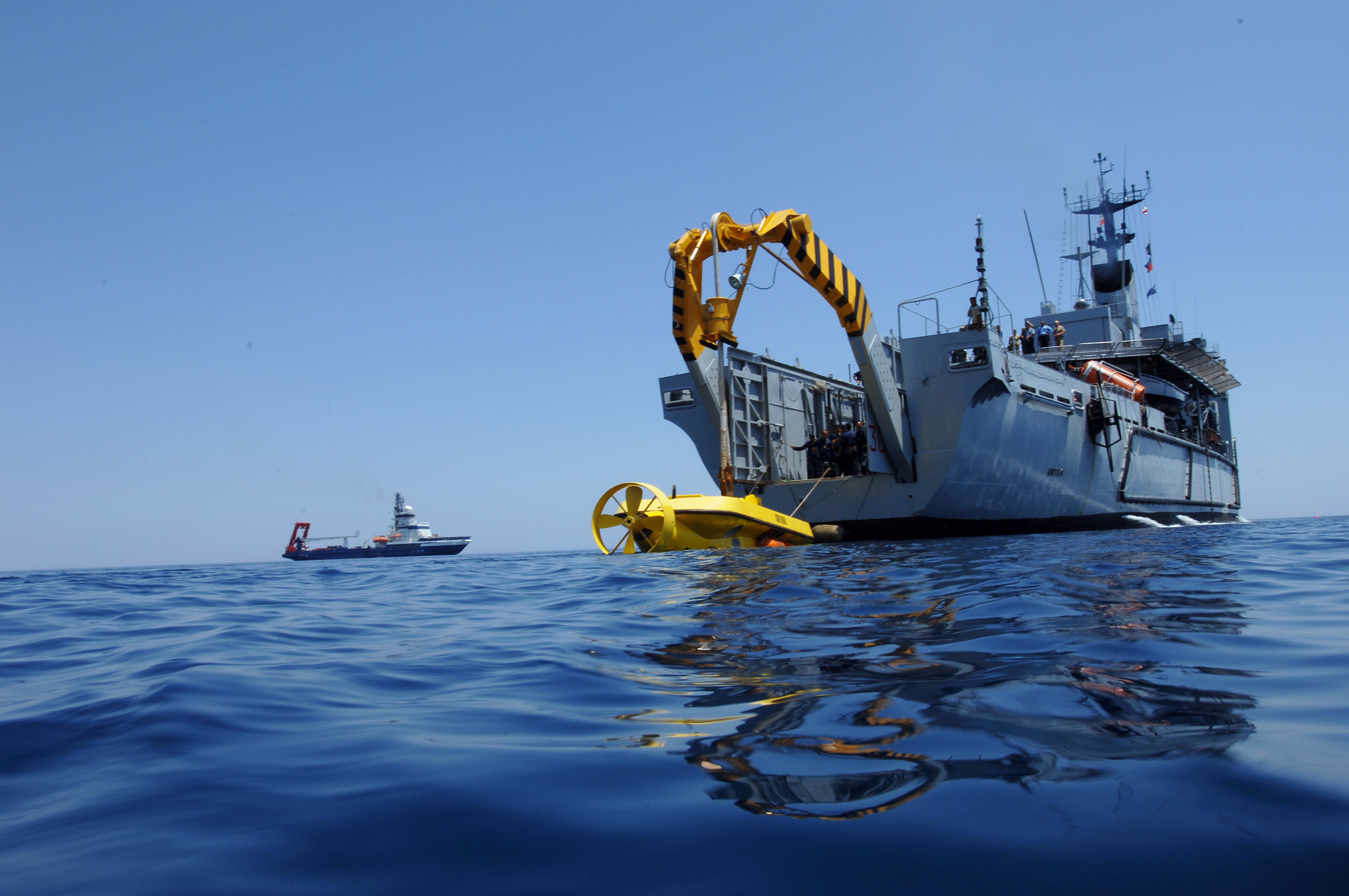
Italská mateřská loď Anteo vypouští miniponorku SRV-300

Italské námořnictvo provozuje záchrannou loď Anteo (A5309) s 22tunovou miniponorkou Usel (SRV-300) s hloubkovým dostupem 600 metrů.

### Japonsko

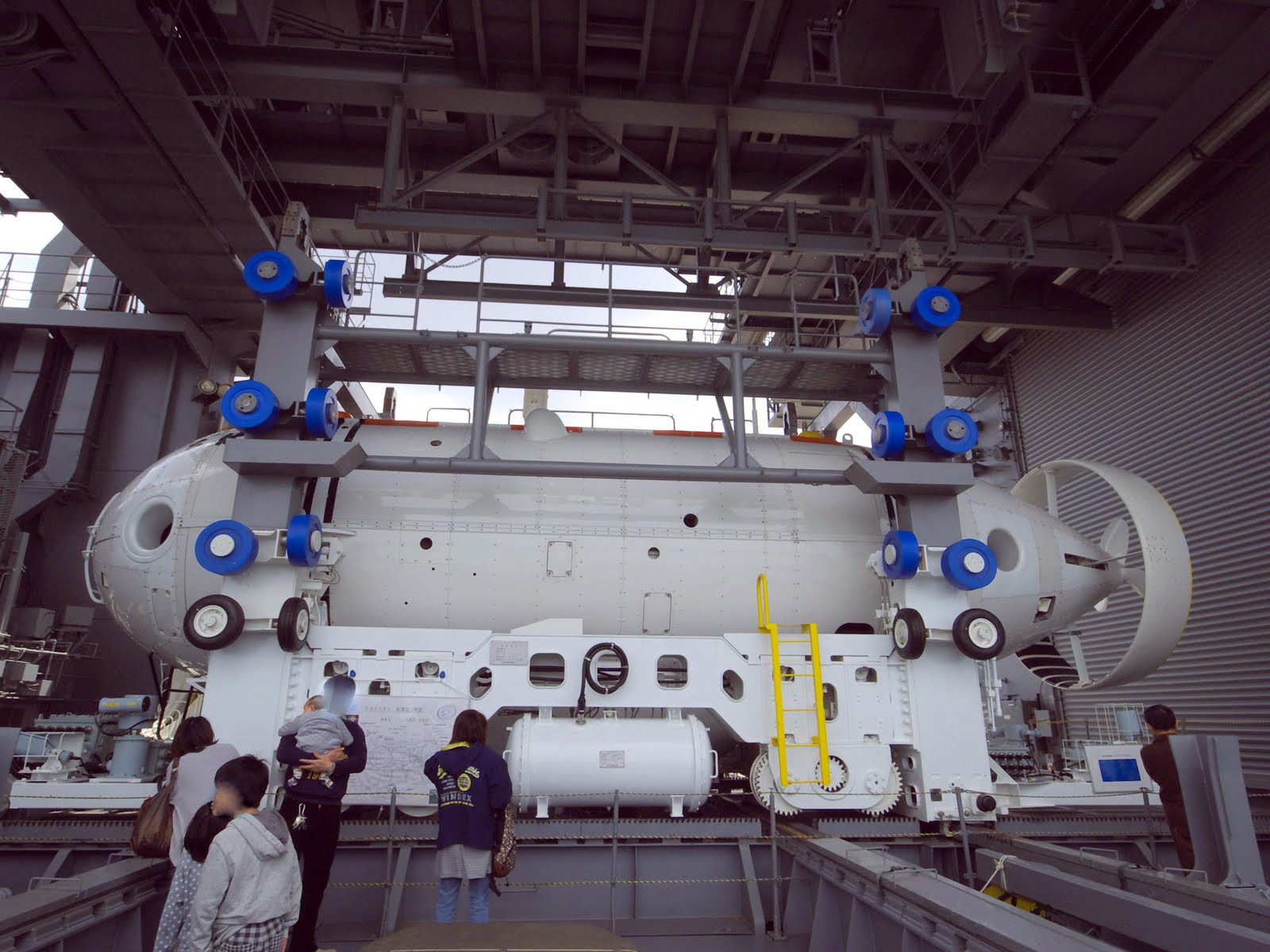
Japonská miniponorka na palubě záchranné lodě Čihaja (ASR-403)

Japonské námořní síly sebeobrany provozují záchranné lodě Čijoda (ASR-404) a Čihaja (ASR-403).

### Jižní Korea
Námořnictvo Korejské republiky provozuje záchrannou loď Čchonghedžin (ASR-21) vybavenou záchrannou miniponorkou.

### Norsko
Norské královské námořnictvo se od roku 2008 podílí na provozu záchranného systému NATO Submarine Rescue System (NSRS).

### Singapur
Singapurské námořnictvo provozuje záchrannou loď MV Swift Rescue.

### Sovětský svaz (Rusko)

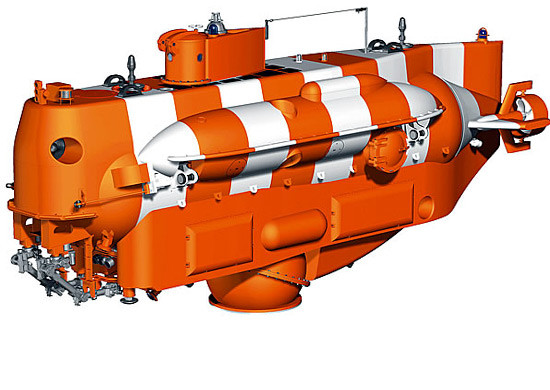
Ruská záchranná miniponorka AS-40 Bestěr

Sovětské námořnictvo vyvinulo několik záchranných miniponorek. K  přepravě sloužilo několik mateřských lodí a ponorek. Např. dvě konvenční ponorky projektu 940 (třída India) a záchranné lodě projektu 537 (třída Elbrus). Známy jsou miniponorky projektu 1855 (třída Priz), projektu 18270 (třída Bestěr) a projektu 1837. Od roku 2015 je ve službě nová záchranná loď projektu 21300.

### Švédsko
Švédské královské námořnictvo provozuje záchrannou loď Belos (A214) vybavenou 50tunovou záchrannou miniponorkou URF, která má hloubkový dostup 460 metrů.

### USA
Po tragické ztrátě jaderné útočné ponorky USS Thresher s celou posádkou v roce 1963 byly pro námořnictvo Spojených států amerických postaveny záchranné miniponorky DSRV-1 Mystic a DSRV-2 Avalon třídy Mystic. V americké terminologii jsou označeny DSRV (Deep Submergence Rescue Vehicle). Ponorky DSRV byly provozovány od počátku 70. let 20. století až do roku 2009. Poté je nahradil dálkově ovládaný prostředek Submarine Rescue Diving Recompression System (SRDRS), vyvinutý na základě australského typu Remora.

### Velká Británie

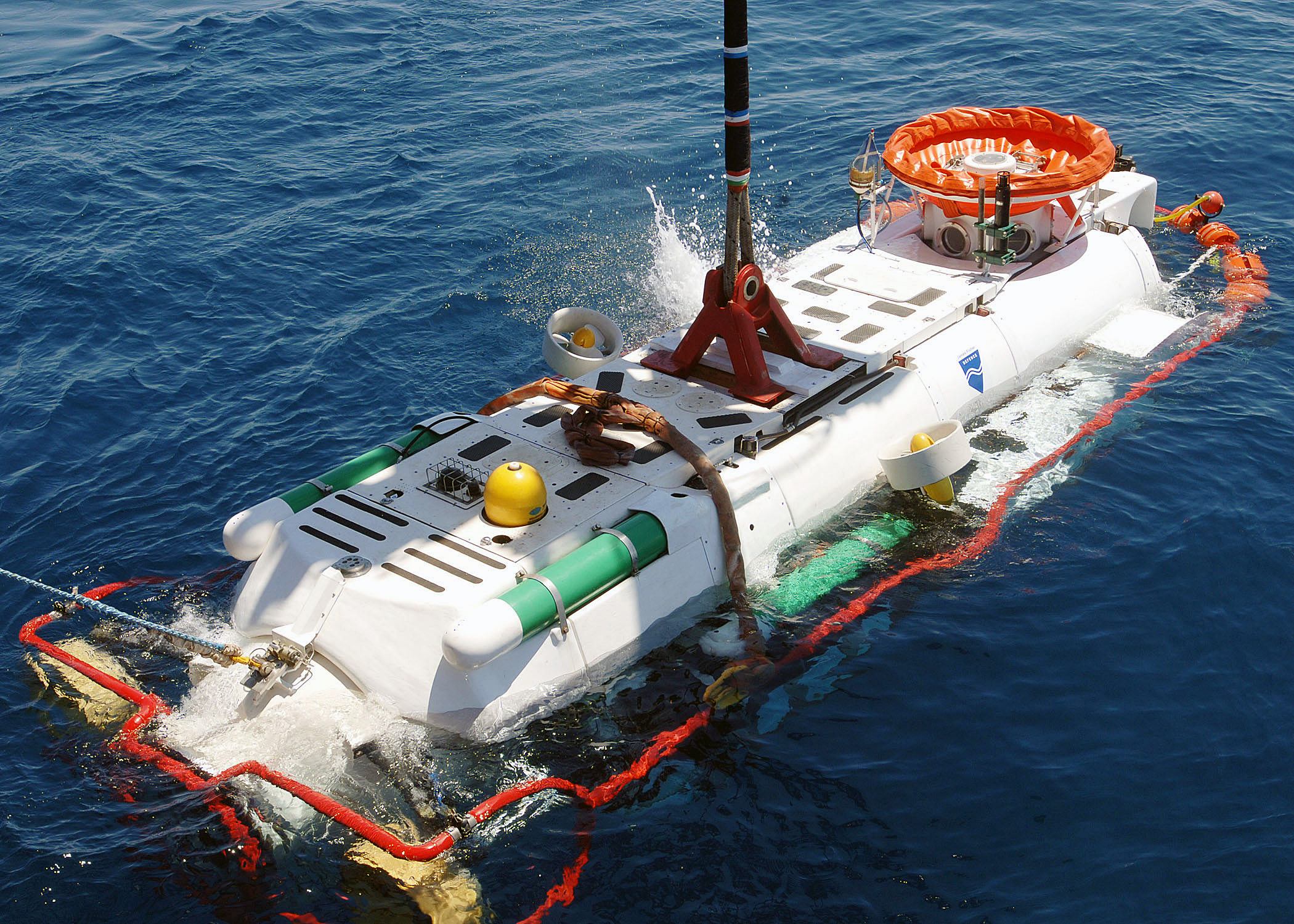
Britská záchranná miniponorka LR5

Britské ponorky byly schopny nasazení s americkými záchrannými prostředky DSRV, přičemž následně byly vyvinuty domácí záchranné miniponorky typů LR3 a LR5. Miniponorka LR5 je řízena lidskou posádkou a je zároveň mateřskou lodí pro dálkově ovládanou miniponorku Scorpio. Od roku 2008 byla nahrazena novým systémem NATO Submarine Rescue System (NSRS).